# Nowy Staw (gmina)
La gmina de Nowy Staw est une commune urbaine-rurale de la voïvodie de Poméranie et du powiat de Malbork. Elle s'étend sur 114,5 km2 et compte 6 989 habitants en 2021. Son siège est le village de Nowy Staw qui se situe à environ 12 kilomètres au nord de Malbork et à 36 kilomètres au sud-est de Gdansk, la capitale régionale.

## Villages
Hormis la ville de Nowy Staw, la gmina de Nowy Staw comprend les villages et localités de Brzózki, Chlebówka, Dębina, Dybowo, Kącik, Krzewiny, Laski, Lipinka, Lubiszewo Drugie, Lubstowo, Martąg, Michałowo, Mirowo, Myszewo, Nidowo, Półmieście, Pręgowo Żuławskie, Stawiec, Świerki, Tralewo et Trępnowy.

## Gminy voisines
La gmina de Nowy Staw est voisine des gminy de Lichnowy, Malbork, Nowy Dwór Gdański, Ostaszewo et Stare Pole.